# Airports Council International
Airports Council International va ser fundada el 1991 per la fusió de diverses associacions en el passat. Actualment és la principal organització professional amb la intenció d'unir tots els equips aeroportuaris del món. Té la seu a Mont-real, Canadà. És una organització sense ànim de lucre de la qual les principals preocupacions es refereixen als interessos de la infraestructura aeroportuària i la promoció de l'excel·lència professional en la gestió i explotació dels aeroports. Promoure la cooperació entre els aeroports, les organitzacions de l'aviació mundial i els socis financers, l'ACI contribueix a la seguretat, l'eficiència i la responsabilitat ambiental de la companyia aèria.
L'agost de 2007 hi havia 573 membres en la gestió dels aeroports fent un total de 1640 aeroports repartits en 178 països i territoris de tot el món. L'any 2006, segons les seves xifres, els membres de l'ACI han transportat 4,400,000,000 de passatgers (contra 3,9 en 2004), el 85,6 milions de tones de càrrega (78,8 el 2004) i gravat 72,2 milions en moviments d'aeronaus (enlairaments i aterratges) (69,4 el 2004).